# Marjorie Courtenay-Latimer
Marjorie Eileen Doris Courtenay-Latimer (24 tháng 2 năm 1907 - 17 tháng 5 năm 2004) là phụ trách của viện bảo tàng Nam Phi, người mà vào năm 1938 đã thu hút sự chú ý của thế giới về sự tồn tại của cá vây tay, một loài cá được cho là đã tuyệt chủng trong sáu mươi lăm triệu năm.

## Cuộc sống cá nhân

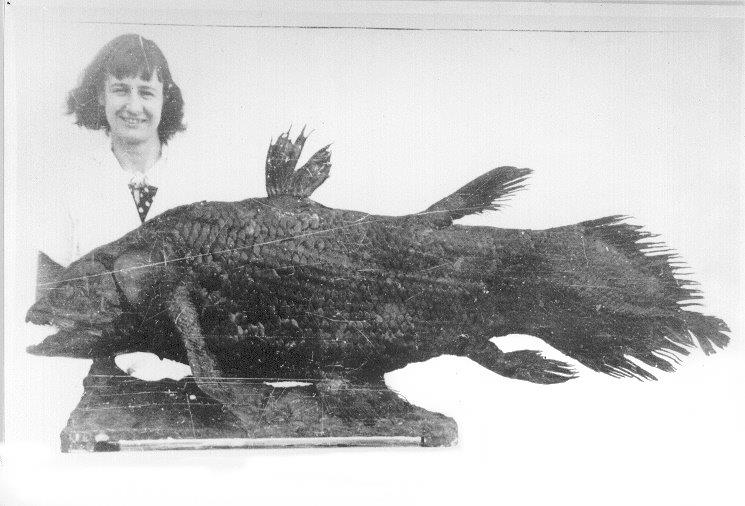
Marjorie Courtenay-Latimer phát hiện ra một con Cá vây tay, trước đây chỉ thấy trong hóa thạch hàng triệu năm tuổi. Loài này được đặt tên khoa học là Latimeria chalumnae để ghi công bà.

Courtenay-Latimer sinh ra ở Đông London, Nam Phi, là con gái của một trưởng ga Đường sắt Nam Phi. Bà sinh sớm hai tháng, trong suốt thời thơ ấu bà là một đứa trẻ ốm yếu, một lần suýt chết do nhiễm bạch hầu. Bất chấp tình trạng sức khỏe, khi còn trẻ, bà rất ham mê khám phá tự nhiên và hăng say các hoạt động ngoài trời. Khi bà đến thăm bà ngoại bên bờ biển, bà đã bị cuốn hút bởi ngọn hải đăng trên Đảo chim. Ở tuổi mười một, bà thề sẽ trở thành một chuyên gia nghiên cứu về chim.
Sau khi ra trường, bà được đào tạo để trở thành một y tá tại Thị trấn King William, nhưng, ngay trước khi hoàn thành khóa học, bà được thông báo về một công việc tại Bảo tàng East London, East London, Eastern Cape vừa mới mở cửa. Mặc dù chưa bao giờ được đào tạo chính thức, bà đã gây ấn tượng mạnh ngay từ vòng phỏng vấn với kiến thức bao quát về tự nhiên Nam Phi, sau đó bà được nhận vào làm việc ở tuổi hai mươi bốn, vào tháng 8 năm 1931.
Courtenay-Latimer dành cả thanh xuân của mình phục vụ bảo tàng, bà về hưu sống tại trang trại Tsitsikamma, nơi bà viết một cuốn sách về hoa và sau đó trở lại Đông London.
Bà không bao giờ kết hôn do "tình yêu của đời bà" đã chết ở tuổi đôi mươi.